# Aniñón
Aniñón là một đô thị ở tỉnh Zaragoza, Aragon, Tây Ban Nha. Theo điều tra dân số 2004 của Viện thống kê Tây Ban Nha (INE), đô thị này có dân số là 837 người. Diện tích đô thị này là 52 ki-lô-mét vuông.

## Biến động dân số
| 1900 | 1920 | 1940 | 1960 | 1981 | 1991 | 1996 | 2001 | 2004 |
| ---- | ---- | ---- | ---- | ---- | ---- | ---- | ---- | ---- |
| 1861 | 1571 | 1768 | 1355 | 1035 | 946  | 911  | 855  | 837  |